# Ogrodzona (województwo śląskie)

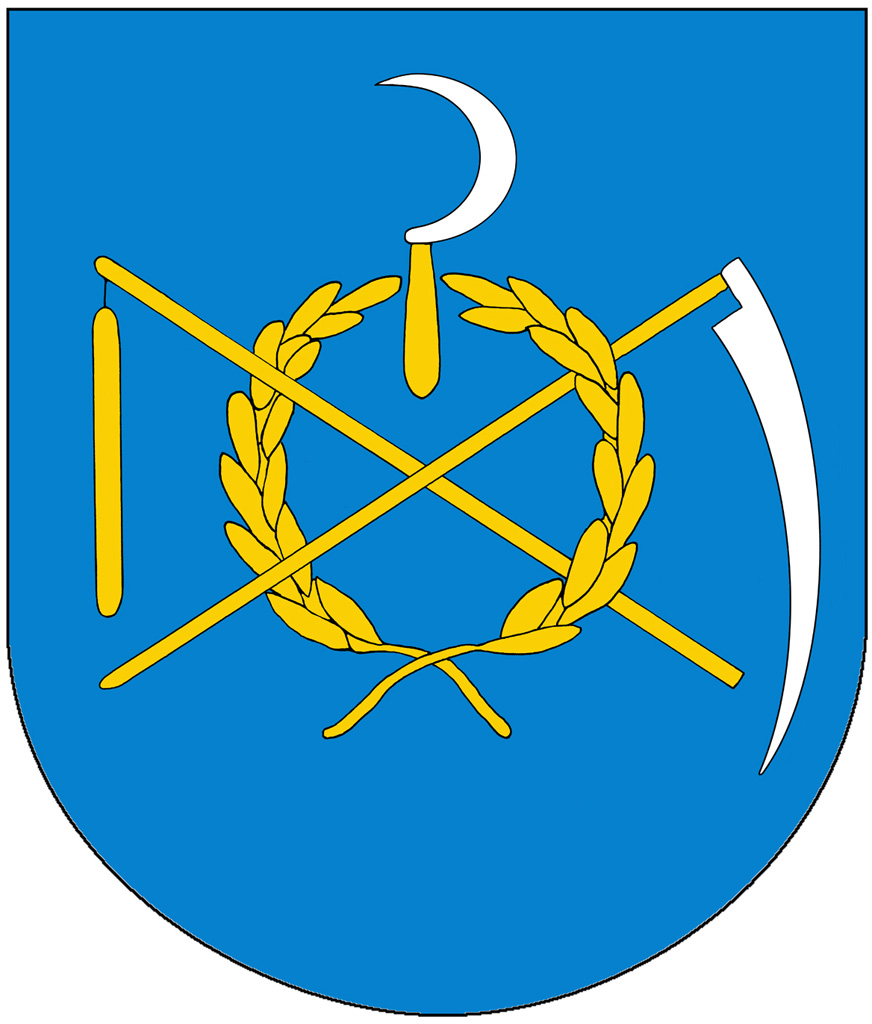
Nieoficjalny herb wsi Ogrodzona

Ogrodzona (cz. Ohrazená, niem. Ogrodzon) – wieś sołecka w Polsce położona w województwie śląskim, w powiecie cieszyńskim, w gminie Dębowiec. Wieś leży w historycznych granicach regionu Śląska Cieszyńskiego. Powierzchnia sołectwa wynosi 695 ha, liczba ludności 861 (2008), co daje gęstość zaludnienia równą 123,9 os./km².

## Geografia
Miejscowość położona jest na Pogórzu Cieszyńskim nad rzeką Knajką. Przez najwyższe wzniesienie w Ogrodzonej (387 m) przechodzi wododział zlewisk Odry i Wisły.

## Historia
Ogrodzona to jedna z najstarszych miejscowości na Śląsku Cieszyńskim. Miejscowość została po raz pierwszy wzmiankowana w dokumencie protekcyjnym biskupa wrocławskiego Wawrzyńca z dnia 25 maja 1223 roku wydanym na prośbę księcia opolsko-raciborskiego Kazimierza dla klasztoru premonstrantek w Rybniku, w którym to wymieniono około 30 miejscowości mających im płacić dziesięcinę. Pośród 14 miejscowości kasztelanii cieszyńskiej wymieniona jest również Ogrodzona jako Ogrozona. Wieś politycznie znajdowała się początkowo w granicach piastowskiego (polskiego) księstwa opolsko-raciborskiego. W 1290 w wyniku trwającego od śmierci księcia Władysława opolskiego w 1281/1282 rozdrobnienia feudalnego tegoż księstwa powstało nowe księstwo cieszyńskie, w granicach którego znalazła się również Ogrodzona. Od 1327 księstwo cieszyńskie stanowiło lenno Królestwa Czech, a od 1526 roku w wyniku objęcia tronu czeskiego przez Habsburgów wraz z regionem aż do 1918 roku w monarchii Habsburgów (potocznie Austrii).
Miejscową parafię pw. św. Mateusza Ewangelisty założono w XIV wieku, w połowie XV wieku liczyła 90 parafian.
Od XIV wieku była to wieś szlachecka. W latach 70. XV wieku jej właścicielem Andrzej Pięćlat z Ogrodzonej. Zapewne pod koniec XV wieku trafiła w ręce książęce, kiedy to Machna z Ogrodzonej wraz z synem Staszkiem sprzedali Strumień Mikołajowi z Brodów.
Księga gruntowa wsi (Registra diedinna wsi Ohrazeney) powstała w 1616 roku.
Według austriackiego spisu ludności z 1900 w 62 budynkach w Ogrodzonej na obszarze 691 hektarów mieszkało 417 osób, co dawało gęstość zaludnienia równą 60,3 os./km². z tego 265 (63,5%) mieszkańców było katolikami, 143 (34,3%) ewangelikami a 9 (2,2%) wyznawcami judaizmu, 409 (98,1%) było polsko-, 3 (0,7%) czesko- a 3 (0,7%) niemieckojęzycznymi. Do 1910 roku liczba budynków wzrosła do 63 a mieszkańców do 460, z czego 459 zameldowanych było na stałe, 266 (57,8%) było katolikami, 180 (39,1%) ewangelikami, 14 (3%) żydami, 449 (97,6%) polsko-, 5 (1,1%) niemiecko- a 5 (1,1%) czeskojęzycznymi.
Po zakończeniu I wojny światowej tereny, na których leży miejscowość - Śląsk Cieszyński stał się punktem sporu pomiędzy Polską i Czechosłowacją. W 1918 roku na bazie Straży Obywatelskiej miejscowi Polacy utworzyli lokalny oddział Milicji Polskiej Śląska Cieszyńskiego pod dowództwem ob. Stańka, który podlegał organizacyjnie 1 kompanii w Cieszynie.
Zgodnie z danymi Pierwszego Powszechnego Spisu Ludności z 1921 Ogrodzona liczyła 461 mieszkańców w 61 budynkach, z czego 262 katolików, 189 ewangelików i 10 żydów. 455 mieszkańców miejscowości podało narodowość polską, 3 – niemiecką, a 3 osoby były innej narodowości.
W 1945 w tutejszym lasku UB rozstrzelało reakcyjnych działaczy podziemia, nieznana jest ostateczna liczba ofiar. W miejscu zdarzenia dzięki staraniom Ogólnoświatowego Związku Byłych Żołnierzy AK postawiono pamiątkowy krzyż.
W latach 1945–1954 miejscowość była siedzibą gminy Ogrodzona, a w latach 1975–1998 położona była w województwie bielskim.
3 września 2006 w Ogrodzonej został poświęcony nowo wybudowany kościół ewangelicki, stanowiący kościół filialny Parafii Ewangelicko-Augsburskiej w Cieszynie.

## Turystyka, zabytki i pomniki przyrody
Jednym z najstarszych budynków we wsi są Środowiskowy Ośrodek Kultury z 1778 roku oraz kościół św. Mateusza z 1855 wpisany do rejestru zabytków nieruchomych województwa śląskiego.
Znajdujący się na terenie miejscowości 150-letni buk zwyczajny (Fagus silvatica) o obwodzie 330 cm i wysokości 28 m uznany został za pomnik przyrody w 1953.
Przez miejscowość przechodzi trasa rowerowa:
- zielona trasa rowerowa nr 13 – Ustroń - Jastrzębie-Zdrój - Rybnik (82 km)

## Religia

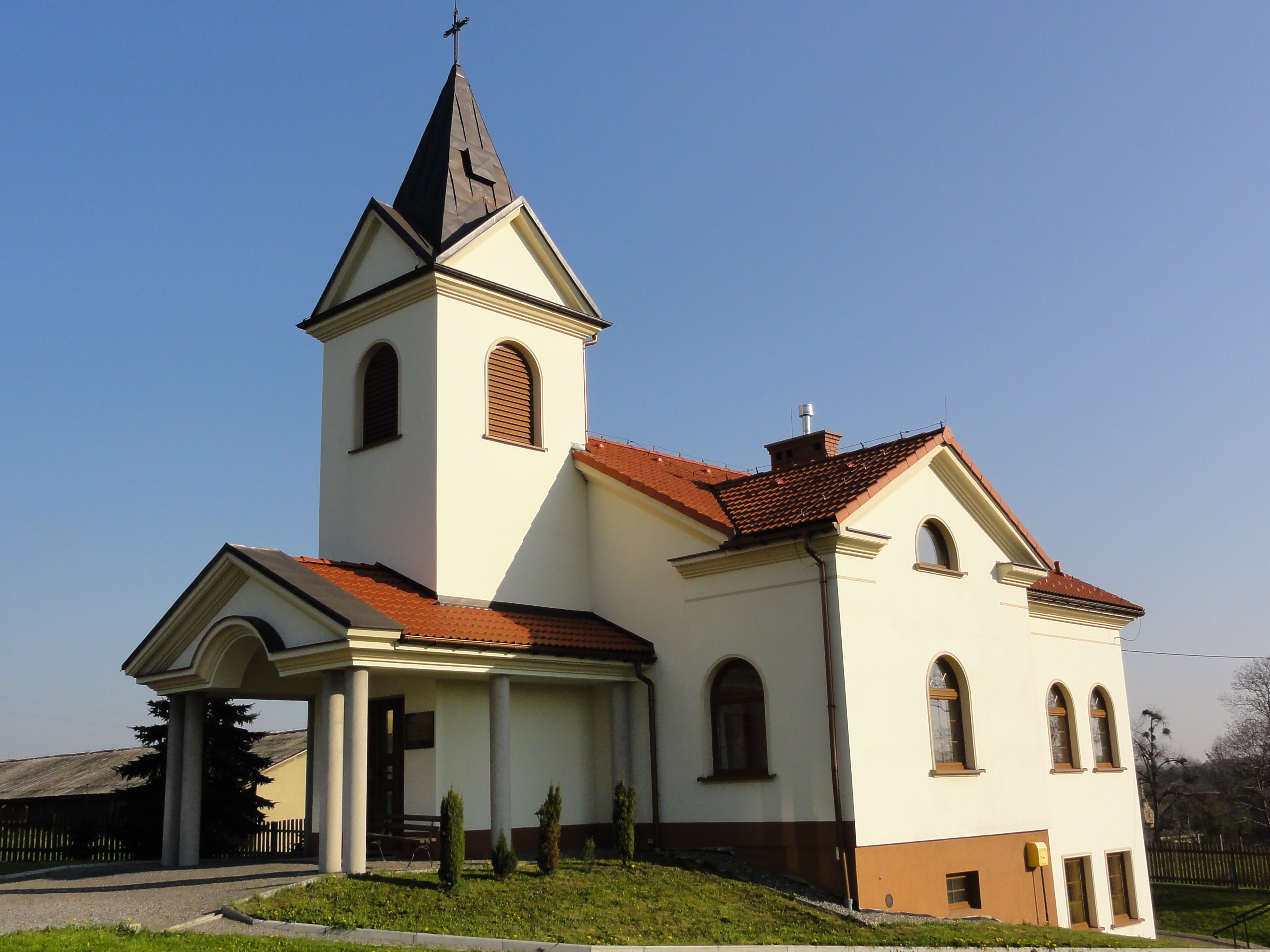
Kościół ewangelicki w Ogrodzonej

Na terenie Ogrodzonej działalność duszpasterską prowadzą następujące kościoły:
- Kościół rzymskokatolicki (parafia pw. świętego Mateusza)[18]
- Kościół Ewangelicko-Augsburski w RP (filiał parafii w Cieszynie)[19]

## Kultura
W Ogrodzonej mieści się filia Gminnej Biblioteki Publicznej w Dębowcu, uruchomiona w 2013. Filia poza działalnością związaną z prowadzeniem i udostępnianiem księgozbioru prowadzi również organizację wydarzeń kulturalnych, jak odbywające się cyklicznie „Szkolno-Swojskie Klimaty”, czy wycieczki edukacyjne. Działa tu Koło Miłośników Biblioteki.

## Edukacja
Na terenie miejscowości działalność prowadzi przedszkole publiczne, jak również szkoła podstawowa, stanowiąca filię Szkoły Podstawowej im. Cichociemnych Spadochroniarzy Armii Krajowej w Dębowcu.

## Transport
Przez Ogrodzoną przebiega droga ekspresowa S52.
Przez wieś kursują autobusy DAS II do Cieszyna i Dębowca, busy Linea Trans do Bielska-Białej i Cieszyna, oraz busy WISPOL do Brennej, Strumienia, Wisły, Ustronia Cieszyna oraz Zebrzydowic.

## Galeria

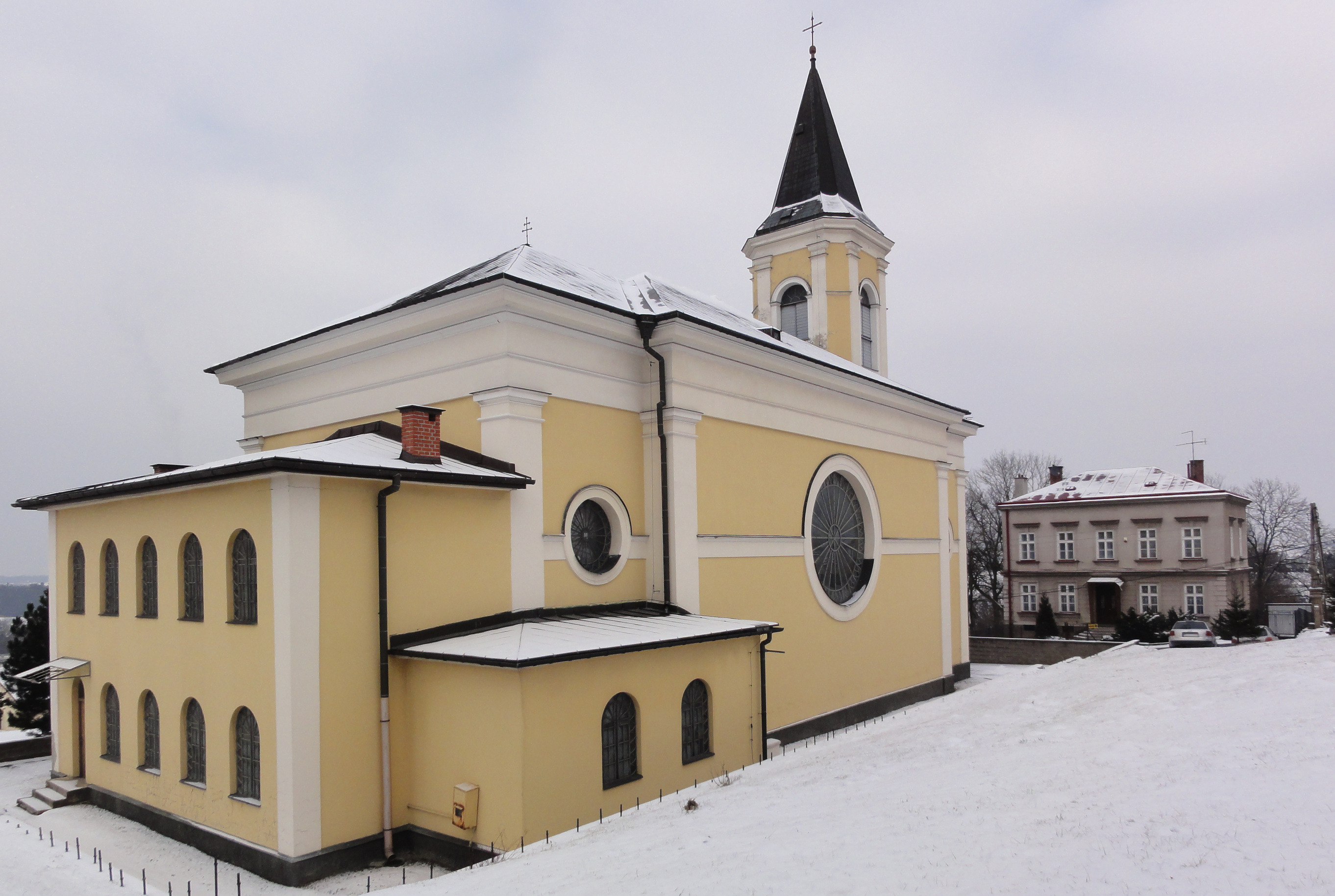
Zabytkowy kościół katolicki pw. św. Mateusza
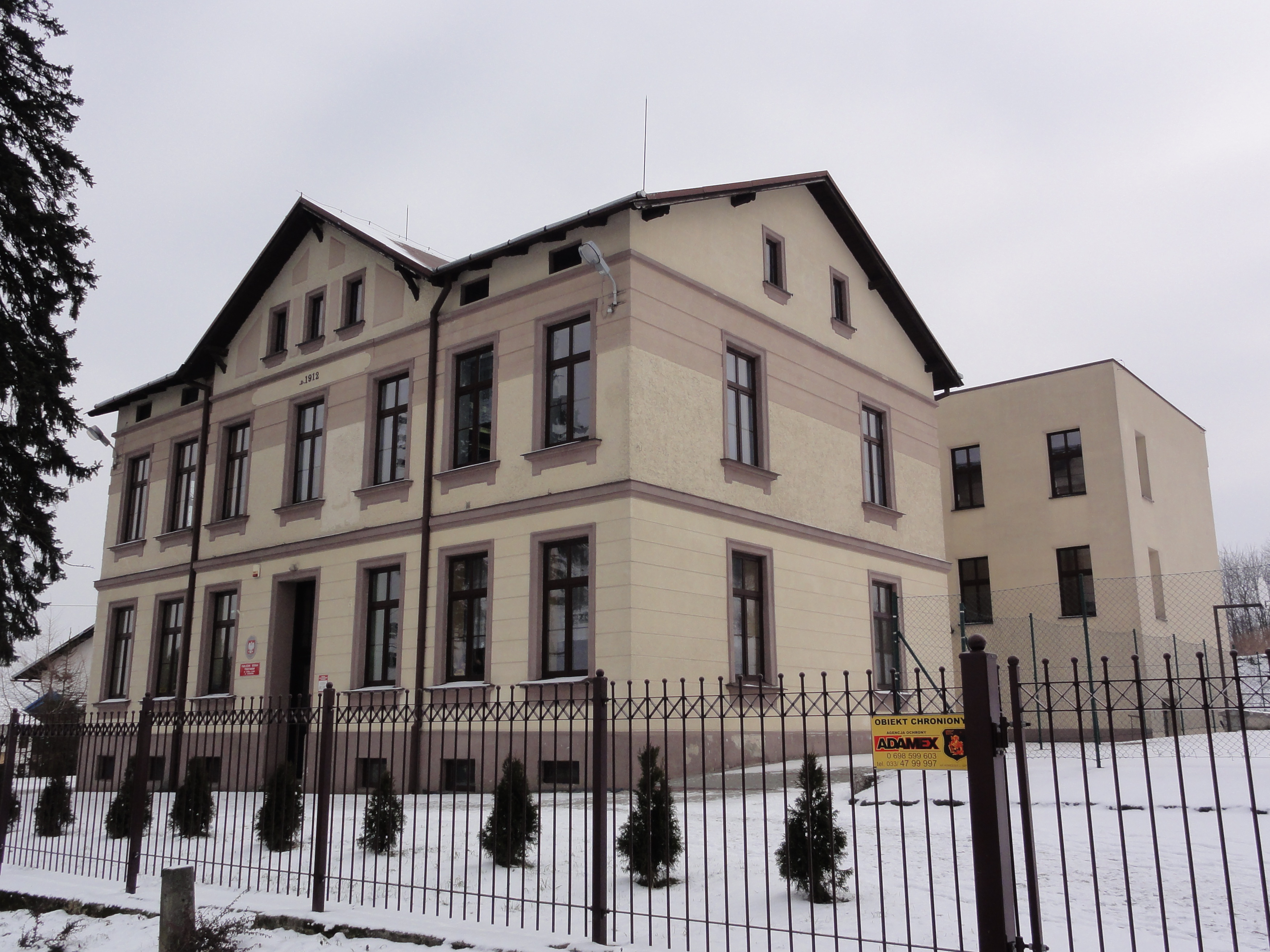
Szkoła Podstawowa w Dębowcu, filia w Ogrodzonej
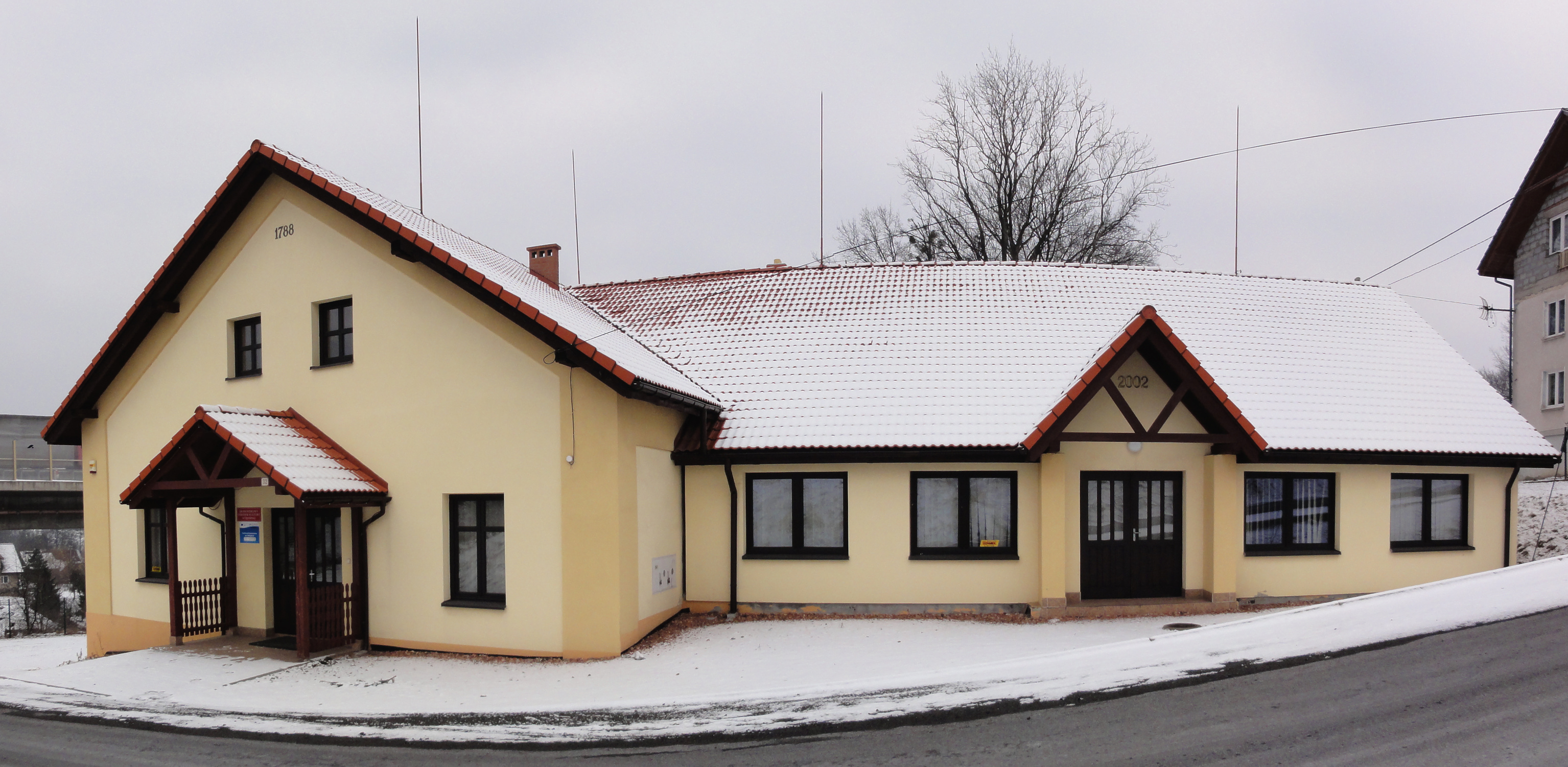
Środowiskowy Ośrodek Kultury
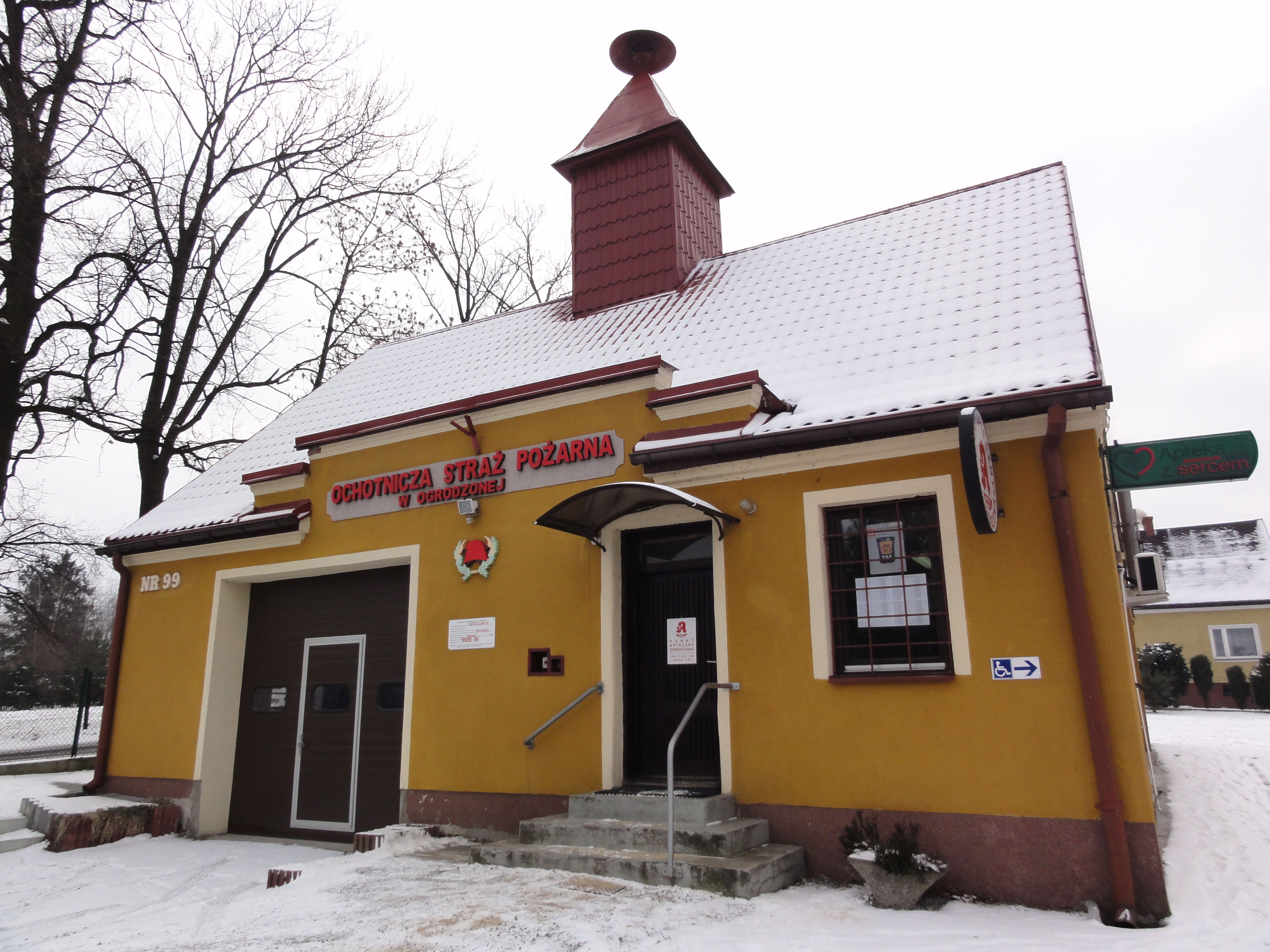
Ochotnicza Straż Pożarna w Ogrodzonej
Panorama zachodniej części Ogrodzonej,  widok z Kostkowic – luty 2004